# Felip Sánchez Babot
Felip Sánchez Babot (Girona, 16 d'abril de 1924 - 1 de desembre de 2016), també conegut per “Pipe”, fou un metge i nedador gironí.
Fill i net de metges, pertanyia a un llinatge lligat a la medicina des del 1875, any en què els Sánchez es van establir com a metges a Girona. Va iniciar la carrera de Medicina l'any 1943 a Valladolid i la va acabar l'any 1951 a la Universitat de Barcelona. Fou metge de capçalera a Girona i un dels primers especialistes en medicina esportiva.
Del 1960 al 1966, va ser regidor de l'Ajuntament de Girona. També fou un dels fundadors i director de la Residència Geriàtrica Puig d'en Roca.
Va ser un esportista reconegut, nedador de fons de prestigi internacional. Fou campió de Catalunya de natació en les proves de 1.500 metres i de gran fons. Va rebre la medalla d'Or de la Ciutat de Girona al mèrit esportiu (1958). Fou soci predilecte del GEiEG i soci d'honor del Club de Natació Banyoles. Va ser un dels promotors de la travessia de l'Estany de Banyoles i guanyador de la seva primera edició, l'any 1944.

## Biografia
Felip Sánchez Babot va néixer a Girona, fill de Felip Sánchez Listosella i Rosa Babot Mateu.
Al 1943 va començar els estudis de medicina a la Universidad de Valladolid i els va acabar a la Universitat de Barcelona, on es va llicenciar l'any 1951.
Va exercir de metge a Girona, tot seguint la nissaga familiar iniciada pel seu avi Felip Sánchez Garcia (Requena, 1852 – Girona, 1920) i continuada pel seu pare Felip Sánchez Llistosella (Girona, 1891-1956). Els seus oncles Miquel i Josep també es van dedicar a la medicina, Miquel Sánchez Llistosella fou cirurgià de la Clínica del Pilar de Barcelona, mentre que Josep Sánchez Llistosella s'especialitzà en otorrinolaringologia i establí consulta a Barcelona on fou durant molts anys el metge del Gran Teatre del Liceu.
Al 1957 es va casar amb Esperança Masó Bru, filla de Rafael Masó i Valentí, i van tenir tres fills (Felip, Esperança i Helena). El seu fill Felip Sánchez Masó també és metge i continuador de la nissaga familiar.
A l'inici de la seva carrera professional, Felip Sánchez Babot va passar uns anys amb el seu oncle Josep, especialista en otorrinolaringologia, fins a la mort del pare al 1956, moment en què el va substituir a la consulta de medicina general. Del 1958 al 1966 fou metge titular del partit mèdic de Sant Gregori. Al 1966 va obtenir el títol de metge especialista en Medicina de l'Educació Física i Esport per la Facultat de Medicina de la Universitat de Barcelona.
Va ser un metge popular i conegut arreu. Fou metge de capçalera de moltes famílies gironines, i també de personalitats polítiques i religioses de la ciutat com bisbes, alcaldes i governadors. Va ser metge del Bisbat de Girona, del Seminari Diocesà, de les Escolàpies, Carmelites, Beates, Dominiques, etc. Es considera un precursor de la medicina preventiva i un avalador de la pràctica esportiva.
Entre el 1960 i el 1966 va ser regidor de l'Ajuntament de Girona, primer regidor de Serveis i de la Policia Municipal del 1960 al 1963, i després també regidor d'Esports del 1964 al 1966. L'alcalde de Girona d'aquella època era Pere Ordis i Llach, també metge. Durant la seva estada a l'Ajuntament, fou promotor de diverses obres esportives com la construcció del Pavelló Esportiu de Girona o la Piscina Municipal.
També fou important la seva faceta d'esportista, sobretot com a nedador. Ell mateix s'autoanomenava "Tragamilles". Va acabar convertint les seves proeses de nedador local en travessies per mars internacionals: Gibraltar, La Mànega o Els Dardanels. Al 1944 va instaurar la Travessia de l'Estany de Banyoles, en què va participar des de la seva primera edició.
Fou president de la Federació Catalana d'Atletisme a Girona i membre de la Junta Provincial d'Educació Física i Esport. També fou soci d'honor del Club Natació Banyoles i soci numero 1 del Grup Excursionista i Esportiu Gironí (GEiEG), club que li atorgà una placa al Mèrit Esportiu l'any 1956. Dos anys després, l'Ajuntament de Girona li atorgà la Medalla d'Or de la Ciutat.

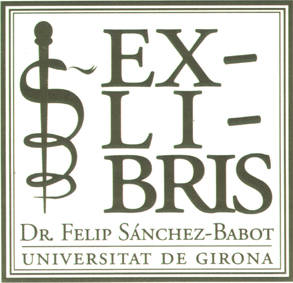
Exlibris del Fons Sánchez-Babot de la Universitat de Girona

## Fons personal
El Fons Sánchez-Babot de la Universitat de Girona recull la seva biblioteca personal formada per més de 600 volums, la majoria llibres i revistes de medicina del segle xix, enquadernats en pell. La major part dels llibres estan escrits en castellà i francès, però també n'hi ha en català i en llatí. Aquests darrers són exemplars del segle xviii, impresos a Venècia. Les temàtiques són sobre patologies diverses, cirurgia, pediatria, farmacologia, obstetrícia, etc. El Fons té un gran valor per a l'estudi de la història de la medicina del segle xix i de la primera meitat del segle xx.
Aquesta biblioteca particular l'inicià l'avi, Felip Sánchez García, entre el 1875 i el 1920, amb la intenció d'estar al dia en qüestions de medicina i terapèutica. Posteriorment el seu pare, Felip Sánchez Listosella, hi va incorporar llibres dels anys 20.
Pel que fa a les revistes, destaquen títols com “Boletín del Colegio de Médicos de la Província de Gerona”, “Gaceta médica catalana” i Gaceta médica de Cataluña”. També destaquen alguns títols de finals del segle xix en francès: Bulletin general de thérapeutique médicale, chirurgiclae, obstétricale et pharmaceutique, Gazette hebdomadaire de médicine, Le Mércredi Medical, entre d'altres.
Felip Sánchez-Babot va fer donació de la seva biblioteca personal a la Universitat de Girona l'any 1988, a través de l'Escola Universitària d'Infermeria. En aquell moment el Dr. Sánchez Babot anhelava que en un futur hi pogués haver una Facultat de Medicina per així poder arribar a un nombre més alt d'estudiants interessats en les ciències de la salut. Actualment el fons es pot consultar a la Biblioteca del campus Centre de la Universitat de Girona, que dona servei a la Facultat d'Infermeria i a la Facultat de Medicina de la Universitat de Girona.
L'exibris del Fons Sánchez-Babot, dissenyat pel Servei de Publicacions de la Universitat de Girona (1999), representa el símbol més clàssic de la medicina, el bastó d'autoritat per a guarir del déu grec de la medicina, Asclepi, enrotllat per una serp com a símbol de la lluita entre la vida i la mort.